# Ein starkes Team: Gute Besserung
Gute Besserung ist ein deutscher Fernsehfilm von Johannes Grieser aus dem Jahr 2021. Es handelt sich um die 84. Folge der Krimiserie Ein starkes Team mit Florian Martens und Stefanie Stappenbeck in den Hauptrollen. Es ist der zwanzigste Einsatz von Linett Wachow an der Seite von Otto Garber.

## Handlung
Die Berliner Kommissare Otto Garber und Linett Wachow ermitteln im Mordfall an der Allgemeinmedizinerin Dr. Susanne Oppermann, die von ihrer Arzthelferin in der Praxis tot aufgefunden worden ist. Bei der Obduktion stellt sich heraus, dass sie Opfer eines Gewaltverbrechens wurde. Ferner wurde der Medikamentenschrank mit den Patientenakten aufgebrochen. 
Gleichzeitig geraten mehrere Personen unter Verdacht, darunter die Mutter einer Patientin, bei der der Ermordeten ein schwerer Behandlungsfehler unterlaufen sein soll, und der Pharmavertreter Waschinski, dem sexuelle Belästigung unterstellt wurde und der ein persönliches Interesse an Frau Oppermann gehabt haben soll. Ein Apotheker, der die Apotheke seit Jahren mit Krebsmedikamenten beliefert, verhält sich verdächtig. Eine Kollegin der Ermordeten, die in der Praxis seit zwei Jahren mitarbeitet, gerät unter Verdacht, weil ihr die geplante Übernahme der Praxis von der Ermordeten kurz vorher verwehrt worden war. Grund war eine Anschuldigung, sie hätte falsche Abrechnungen gestellt.
Auf den Pharmavertreter wird ein Giftanschlag verübt. Nachdem er ins Krankenhaus gekommen ist, wird er vom Apotheker, der die Arztpraxis und die Krankenhäuser mit Krebsmedikamenten beliefert, trotz polizeilicher Bewachung durch einen Trick getötet. Es stellt sich heraus, dass die Apotheke jahrelang Infusionsbeutel ohne das Krebsmedikament Libertin X13 geliefert hat, um sich an den Krankenkassen zu bereichern. Die Ärztin und der Pharmavertreter mussten sterben, weil sie das durch Zufall herausgefunden hatten.
Parallel zu den Mordermittlungen besucht Kriminaloberkommissar Sebastian Klöckner regelmäßig seine schwerkranke Mutter im Krankenhaus, deren Gesundheitszustand sich in wenigen Tagen weiter verschlechtert hat. Dabei ermittelt er auch, dass seine Mutter wirkungslose Medikamente bekommen hat. Er erfährt, wer das Krankenhaus mit dem Mittel beliefert, und rettet Frau Dr. Seidel in letzter Sekunde, als der Apotheker sie auch zu töten versucht, um alle Spuren zu beseitigen. Dabei schlägt Klöckner so sehr auf den Apotheker ein, dass seine Kollegen Garber und Wachow ihn bremsen müssen.

## Nebenhandlung
Sputnik, der als Running Gag der Krimireihe interagiert, verkauft passend zum Thema Potenzmittel und andere „Medikamente“ im Präsidium und steckt Garber eine Schachtel davon in die Jackentasche. Die Gerichtsmedizinerin Gabriele Simkeit bemüht sich, Garber nahezukommen, indem sie ihn abends in einer Kneipe trifft und ihm sehr eindeutige Angebote macht. Garber übergibt ihr die Schachtel mit den Potenzmittel, damit sie die darin enthaltenen Substanzen inoffiziell ermittelt. Es stellt sich schließlich heraus, dass Sputnik Potenzmittel ohne wirksame Stoffe an Polizisten verkauft hat. Garber rät ihm, den jeweiligen Verkauf an die Polizisten „intern“ mit jedem zu klären, um möglichst Strafanzeigen wegen Betruges zuvorzukommen. Bei einer Begegnung am Ende des Films teilt Sputnik auf eine Frage Garbers mit, dass „alles“ geklärt sei. Dabei ist zu sehen, dass sein linkes Auge von einem Veilchen umrahmt ist.

## Produktionsnotizen
Die Dreharbeiten für Gute Besserung erstreckten sich unter den vorgegebenen Corona-Arbeitsschutzauflagen vom 9. März 2020 bis zum 24. September 2020 und fanden in Berlin und Umgebung statt. Die Erstausstrahlung erfolgte am 3. April 2021 im ZDF.

## Rezeption

### Erstausstrahlung, Einschaltquote
Die Erstausstrahlung im ZDF am 3. April 2021 erreichte 7,18 Mio. Zuschauer, was einem Marktanteil von 23,2 Prozent entsprach.

### Kritik
Oliver Armknecht bei film-rezensionen.de gibt nur eine mittlere Wertung: „Wenn in ‚Ein starkes Team: Gute Besserung’ eine Ärztin ermordet aufgefunden wird, dann ist das ein klassischer Whodunnit-Krimi, der ganz routiniert alles abarbeitet. Mehr als das darf man dabei auch nicht erwarten. Der TV-Film macht zwar nichts wirklich falsch, verpasst es aber sowohl bei den Figuren wie auch der Geschichte irgendwie hervorzustechen, bleibt profillose Dutzendware.“